# Battaglia di Vimeiro
La battaglia di Vimeiro (o Vimiero) fu combattuta il 21 agosto 1808 nel quadro della guerra d'indipendenza spagnola e vide fronteggiarsi le truppe francesi agli ordini del generale Jean-Andoche Junot e quelle anglo-portoghesi del generale Arthur Wellesley, il futuro duca di Wellington. La vittoria anglo-portoghese decretò la conclusione della prima spedizione francese in Portogallo.

## Contesto storico
Dopo aver sconfitto gli austro-russi ad Austerlitz il 2 dicembre 1805, distrutto le armata prussiana nella duplice battaglia di Jena-Auerstädt ed aver nuovamente vinto i russi a Friedland, Bonaparte era finalmente riuscito ad ottenere la pace con tutte le potenze continentali che a lui si erano dimostrate ostili. La sola Inghilterra si opponeva a lui, ma l'imperatore era ben conscio di non poter contestare la superiorità navale inglese, soprattutto dopo la terribile sconfitta della sua flotta a Trafalgar ad opera dell'ammiraglio Nelson.
Decise quindi di mirare all'unico alleato rimasto ai britannici nel continente europeo, ossia la monarchia portoghese, che già nel 1801, durante la guerra della Seconda coalizione, si era opposta ad un accordo con i francesi, preferendo mantenere la propria alleanza con la corona inglese.

## Antefatti

### Occupazione del Portogallo
Rientrato in Francia dopo le sue campagne militari, Napoleone contattò l'ambasciatore portoghese, chiedendo in maniera ostile cosa fosse stato fatto dai lusitani per bloccare il commercio con gli inglesi. Il diplomatico informò la corte portoghese dell'ostilità francese. Ricevuta la notizia, il principe reggente Pietro inizialmente considerò di piegarsi al volere di Napoleone, ma dopo aver ricevuto notizia dell'assemblamento di un corpo di spedizione nel sud della Francia, decise di seguire il consiglio dell'ambasciatore inglese e di rifugiarsi in Brasile, scortato dalla flotta inglese. Si rivelarono inutili i loro tentativi di trattare una resa condizionata con i francesi, che continuarono imperterriti la loro avanzata. Tutta la famiglia reale fu imbarcata sulle navi inglesi e, assieme ai vascelli della marina portoghese pronti a salpare, abbandonarono il Paese il 29 novembre.

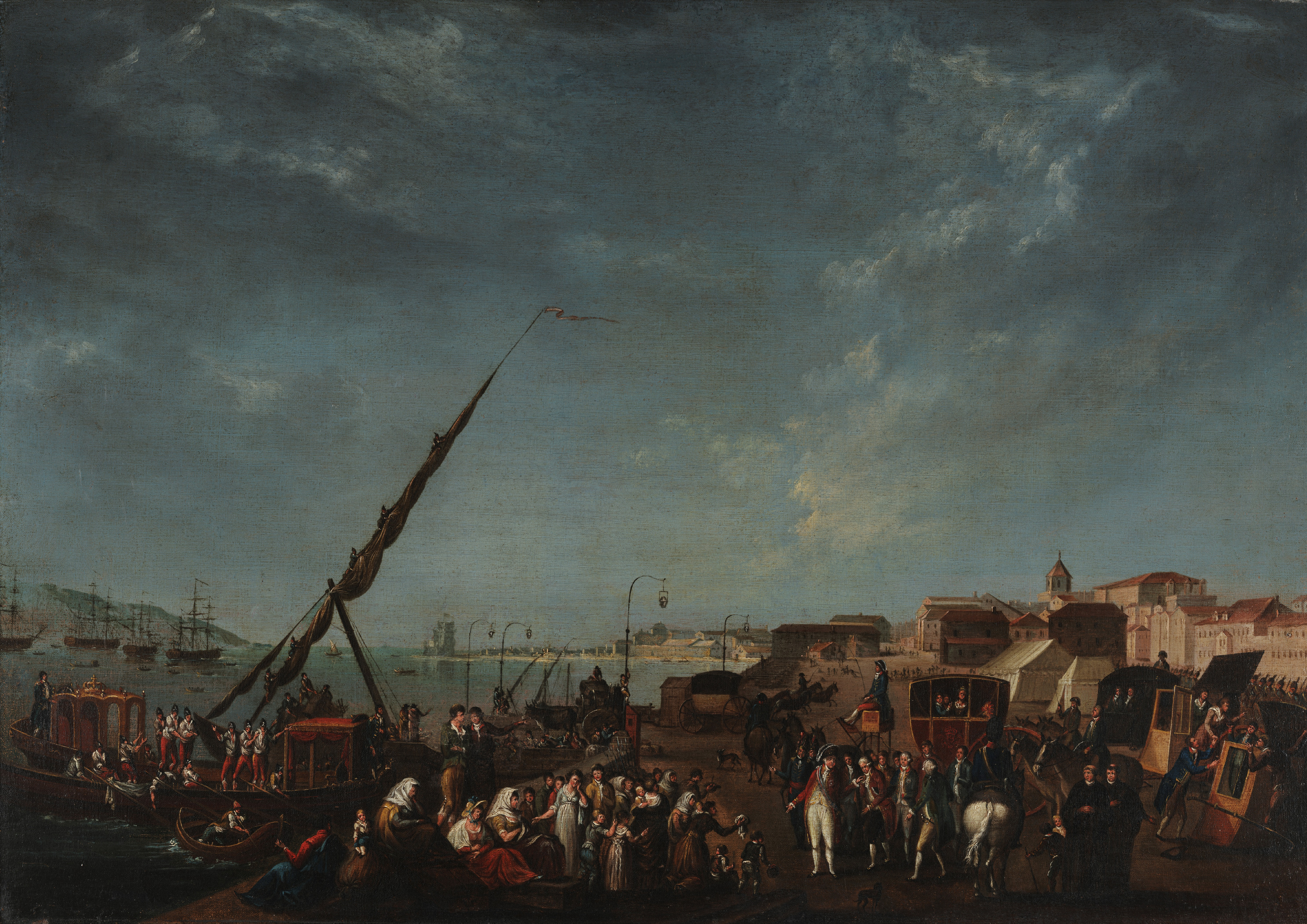
Evacuazione della famiglia reale in Brasile

Junot, incaricato da Napoleone di entrare in Portogallo, giunse a Lisbona con la propria avanguardia solo qualche ora dopo la loro partenza, il 30 novembre. Il generale francese, partito da Bayonne con 25 000 uomini aveva attraversato la Spagna a marce forzate, passando per Valladolid, Salamanca e Ciudad Rodrigo. Vi era anche una seconda armata, comandata dal generale Dupont e costituita da 24 000 uomini, che sarebbe potuta partire da Boulogne verso la penisola iberica se Junot lo avesse richiesto. Il generale francese, a cui era stato promesso il bastone da maresciallo in caso di una buona riuscita della conquista, si mise immediatamente a governare il Paese, attirando le antipatie locali grazie ai suoi provvedimenti: fece immediatamente smantellare l'esercito lusitano, chiese la riscossione delle tasse e si attivò affinché fossero raccolti diversi tributi per ripagare i costi della propria spedizione, ovviamente a spese del popolo portoghese. Al suo esercito fu concesso un periodo di riposo dopo il prolungato regime di marce forzate.

### L'arrivo dei britannici

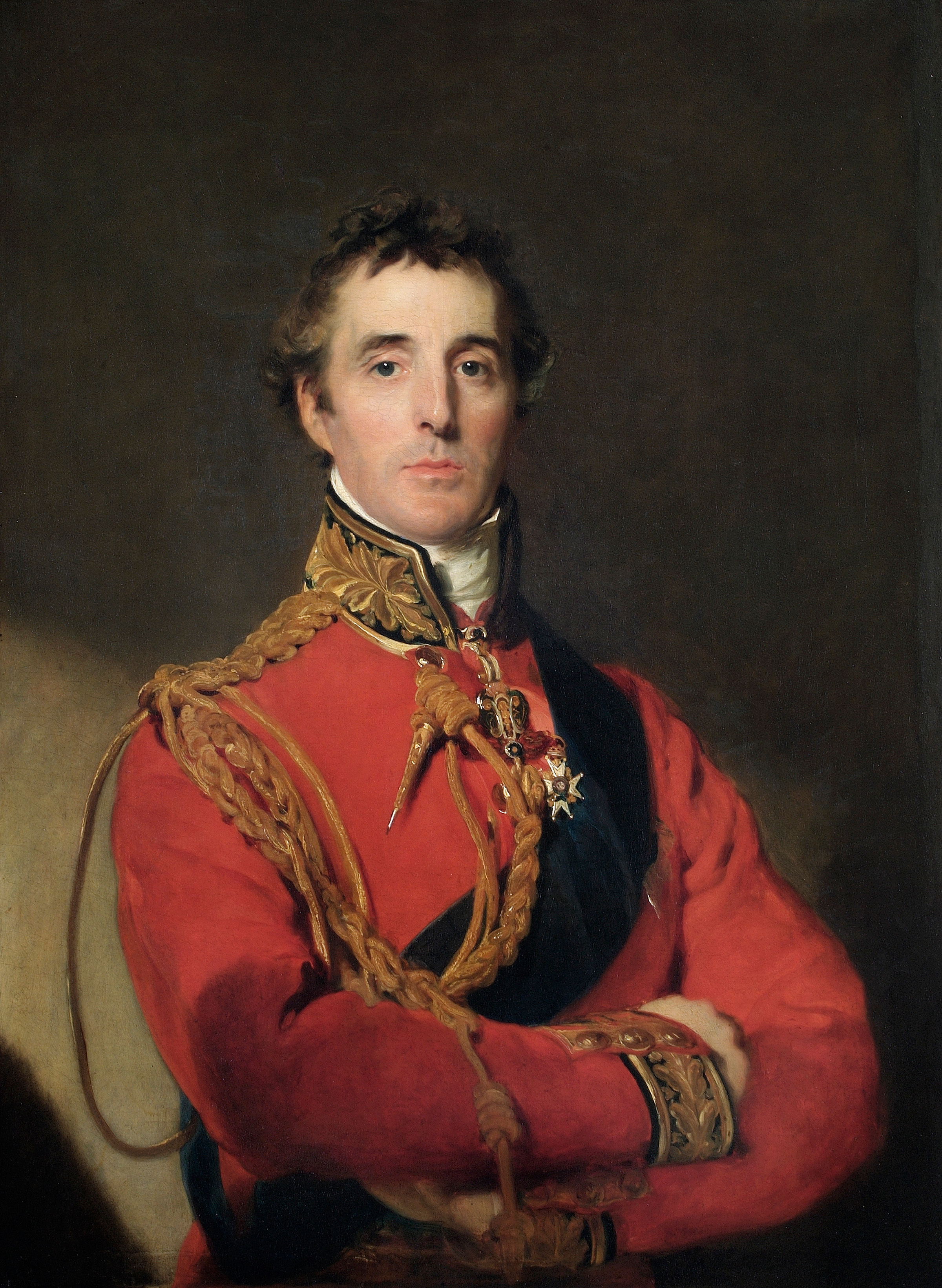
Arthur Wellesley, futuro Duca di Wellington

Mentre le truppe francesi iniziavano a scendere nella penisola iberica per occupare la Spagna, i britannici, sfruttando il malcontento locale in loro favore, sbarcarono in Portogallo, tentando di fomentare la lotta contro i francesi. A seguito del loro arrivo, numerosi episodi di rivolte contro le forze di occupazione occuparono i soldati francesi. Tra gli ufficiali giunti vi era Arthur Wellesley: il britannico, dopo essere salpato da Cork, aveva esplorato l'intero litorale della penisola iberica, a partire dal golfo di Biscaglia sino a Porto alla ricerca di un buon punto dove approdare. Giunto sul posto, ricevette un rapporto sulle misere condizioni delle armate lusitane: le forze regolari erano composte da 6500 soldati poco motivati e mal equipaggiati mentre le milizie erano formate da 10000, al massimo 12000, contadini radunati nella valle del Mondego. Le informazioni ottenute riguardo al posizionamento dei francesi e delle armate portoghesi, indussero Wellesley a sbarcare a metà strada tra Porto e Lisbona, allo sbocco della valle del Mondego. Verso il 1 agosto, il generale britannico poteva già contare su 12300 soldati inglesi, a cui si aggiunsero poco dopo altri 2000 portoghesi.
Junot, che per la prima volta dal suo insediamento in Portogallo si trovava ad affrontare una situazione complessa, era in palese difficoltà. Nominalmente, godeva del comando di 50000 uomini, ma la metà di questi, sotto gli ordini di Dupont, erano appena stati sconfitti dai regolari spagnoli a Bailén e buona parte dei reparti spagnoli che lo avevano accompagnato avevano disertato, unendosi alle forze ostili ai francesi. Junot, appena presa notizia dello sbarco di Wellesley, fece richiamare il generale Loison, impegnato a Badajoz, e gli ordinò di riunirsi al corpo di spedizione principale mentre il generale Delaborde, con appena 5000 uomini, fu incaricato di osservare e, se possibile, contenere le forze di Wellesley mentre il comandante della spedizione assemblava il proprio esercito. Il 6 agosto Delaborde avanzò lungo il litorale ed occupò nei giorni seguenti la posizione di Roliça, dove credeva di poter trattenere gli anglo-portoghesi. Effettivamente, la posizione occupata dal francese era buona, ma i suoi numeri furono del tutto insufficienti contro le forze di Wellesley, che decisero di avanzare contro di lui il 17 agosto: attaccato su tre colonne, non poté fare granché per bloccare l'avanzata degli inglesi se non ripiegare, cosa che riuscì a fare bene la prima volta ma non la seconda, perdendo circa 500 uomini nello scontro. Sperava di congiungersi con Loison ed affrontare Wellesley assieme, ma ciò non avvenne. Il giorno seguente, Wellesley venne informato dell'arrivo di altri 4000 soldati britannici e si mosse per schermare il loro sbarco da ogni possibile intervento francese.

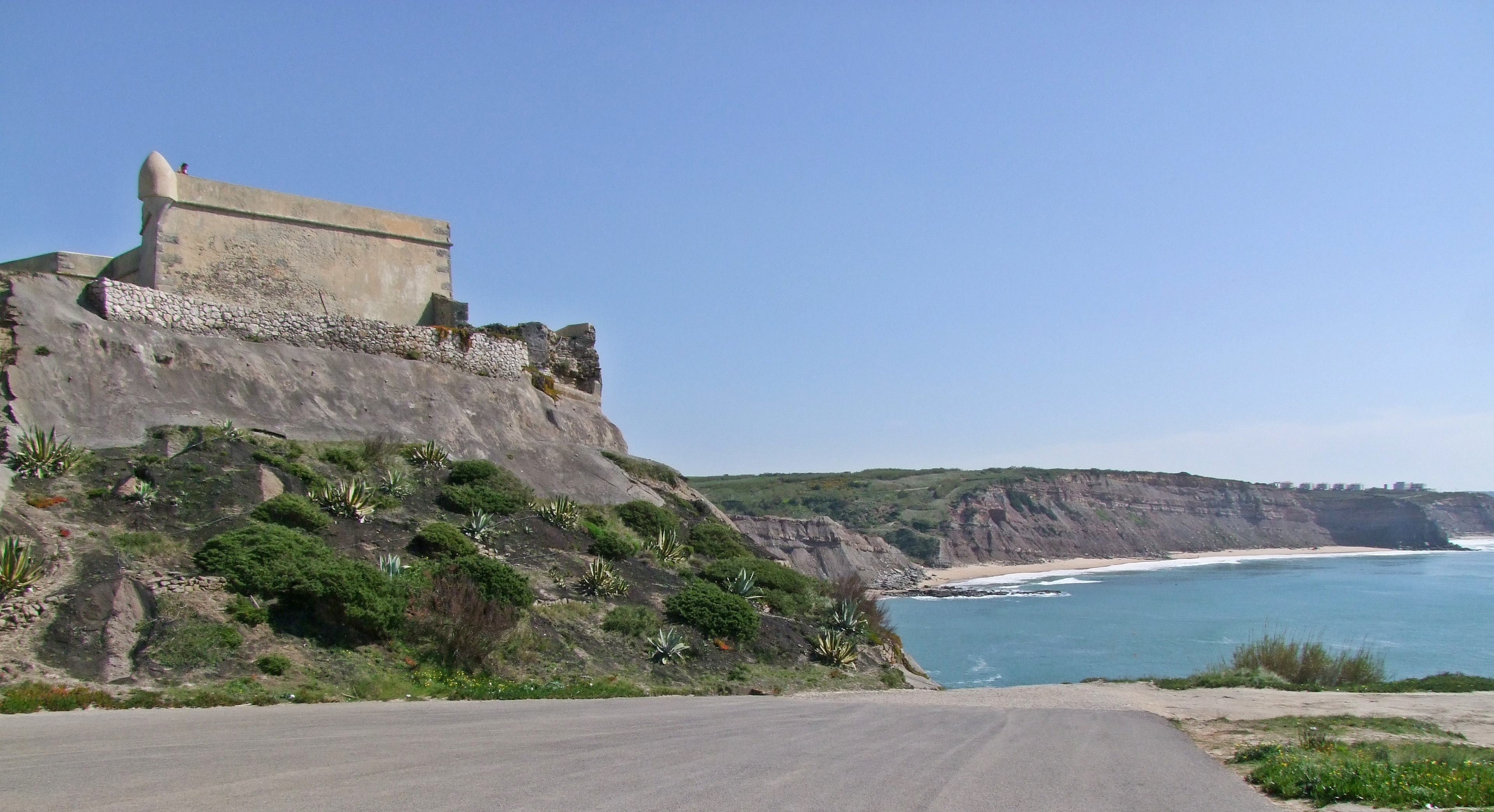
La spiaggia di Paimogo. Qui sbarcarono i rinforzi di Wellesley dopo lo scontro di Roliça

Nel frattempo, il comandante francese, seppur restio ad abbandonare la capitale, che reputava fondamentale per controllare il Portogallo, decise di muoversi il 16 agosto, lasciando in città una guarnigione di 3000 uomini. Incontrò Loison a Cercal il 17 agosto. I due udirono gli scontri di Roliça, ma erano troppo lontani per giungervi in tempo. Ritrovarono Delaborde il 19, arretrato verso la capitale dopo la battaglia. Sino a quel momento Junot non era cero di quale strada Wellesley avrebbe scelto per giungere a Lisbona, se quella diretta passante per Torres Vedras o quella del litorale attraverso Vimeiro. Il giorno seguente, giunte le conferme che l'inglese stesse proseguendo lungo il litorale, Junot richiamò da Lisbona altri 1200 uomini e si precipitò ad ingaggiare gli anglo-portoghesi in battaglia. Wellesley, dopo aver raccolto i rinforzi appena giunti a nord, aveva ripreso la propria marcia e si era momentanemente fermato nei pressi di Vimeiro, intendendo proseguire verso Lisbona il giorno seguente, il 21 agosto. Le sue truppe furono posizionate in via momentanea su una serie di rilievi adiacenti al villaggio, formando una lunga linea; davanti avevano la pianura dalla quale Wellesley immaginava sarebbero arrivati i francesi, alle spalle avevano il mare. A sconvolgere i piani del generale inglese fu l'arrivo di un suo superiore, il generale Harry Burrard, al largo della costa lusitana. Burrard, dal quale Wellesley si precipitò immediatamente, assunse il comando dell'operazione, pur decidendo di non sbarcare: annullò la marcia pianificata dal futuro duca di Wellington e decise di attendere l'arrivo di altri rinforzi mantenendo la posizione attuale. A nulla valsero le proteste di Wellesley: i generali inglesi Moore e Darlymple, che avrebbero gestito la campagna assieme a Burrard, erano in arrivo e le truppe anglo-portoghesi a Vimeiro li avrebbero attesi sul posto, nonostante la loro posizione fosse tutt'altro che ideale per uno scontro con le forze di Junot, semmai queste fossero giunte sul posto. Wellesley, non potendo disubbidire ad un superiore, prese delle precauzioni per impedire che i francesi lo cogliessero di sorpresa: alcuni ricognitori furono inviati qualche chilometro nell'entroterra a sorvegliare le varie strade, soprattutto quella in direzione di Torres Vedras.

## Ordine di battaglia

### Esercito francese

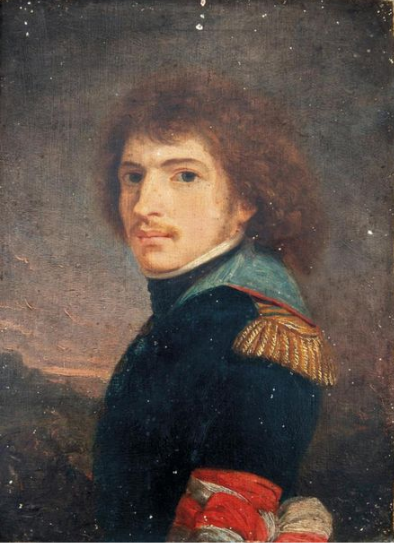
Il generale Junot

Le forze di Junot erano state frammentate in numerosi distaccamenti, ognuno dei quali svolgeva compiti di guarnigione. Per la battaglia, era riuscito a riunire sotto il proprio comando un numero relativamente ristretto di uomini, circa 10300 uomini di fanteria e 2000 di cavalleria, con 700 artiglieri e 23 cannoni. Le sue truppe furono divise come segue: 
- 1ª Divisione, comandata da Delaborde, a sua volta organizzata nelle brigate di Brennier e Thomieres;

- 2ª Divisione, comandata da Loison, a sua volta organizzata nelle brigate di Solignac e Charlot;
- la riserva di granatieri del generale Kellermann;
- la cavalleria di Margaron.

Junot, di carattere impaziente, non fece alcuna ricognizione per conoscere con precisione il terreno o le forze del nemico, che ignorava fossero cresciute. Poco si può dire del suo piano di battaglia, che consistette prevalentemente nell'attaccare il centro e l'estrema sinistra dello schieramento inglese, lasciando sostanzialmente intatta la destra.

### Esercito anglo-portoghese
Gli inglesi, coadiuvati dalle forze sbarcate solo qualche giorno prima, godevano di un netto vantaggio numerico. Considerando anche le forze lusitane sotto il suo comando, Wellesley poteva contare su circa 19000 uomini e 18 cannoni. Mentre i portoghesi formavano un corpo a sé stante, i restanti soldati britannici erano stati organizzati in 8 brigate, ognuna delle quali comprendeva un quantitativo di uomini variabile tra i 1300 ed i 2700.

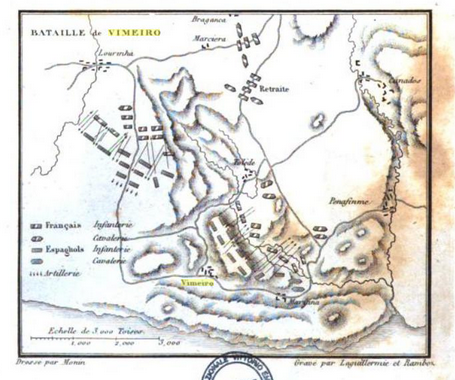
Piano della battaglia di Vimeiro

Differentemente da Junot, Wellesley era stato meticoloso ed aveva studiato, nel breve tempo a sua disposizione, la zona dove si sarebbe tenuto lo scontro. Vimeiro sorgeva in una piccola pianura alle cui spalle, da sud-ovest verso nord, si estendeva una linea di colline, interrotta solamente dal fiume Maceira, particolarmente ripide a sud ma più molli e basse a nord. Di fronte al paese, sorgeva una collina isolata dalle altre, parzialmente coperta da vigneti. La posizione non poteva essere aggirata, se non per una strada che fiancheggiava le colline da nord e conduceva al villaggio di Ventosa. Wellesley decise di disporre le proprie forze come segue:
- due brigate (quelle di Fane e Anstruther) furono posizionate sulla collina isolata, che nelle intenzioni di Wellesley doveva essere nella prima linea di difesa;
- due brigate (quelle di Hill e Acland) furono poste sulla linea di colline dietro a Vimeiro, leggermente ai fianchi rispetto alla collina isolata;
- tre brigate (Nightingale, Bowes e Ferguson) difendevano il lato nord della linea delle alture, posizionandosi attorno al villaggio di Ventosa;
- l'ultima brigata inglese (quella di Caitlin Crawfurd) e le forze portoghesi avrebbero funto da riserva per il centro di Fane e Anstruther, posizionandosi momentaneamente nel punto più basso nel nord dello schieramento.[24]

Si può facilmente intuire che Wellesley si aspettasse di essere colpito da sud, con le forze francesi che avrebbero attaccato il proprio centro e la destra. Ad ogni modo, la posizione inglese era così ristretta, circa 5 chilometri, che non sarebbe stato un problema spostare gli uomini laddove necessario. L'unico problema era la vicinanza del mare: se i francesi avessero avuto la meglio, le forze di Wellesley sarebbero rimaste schiacciate tra le colline e l'oceano.

## La battaglia

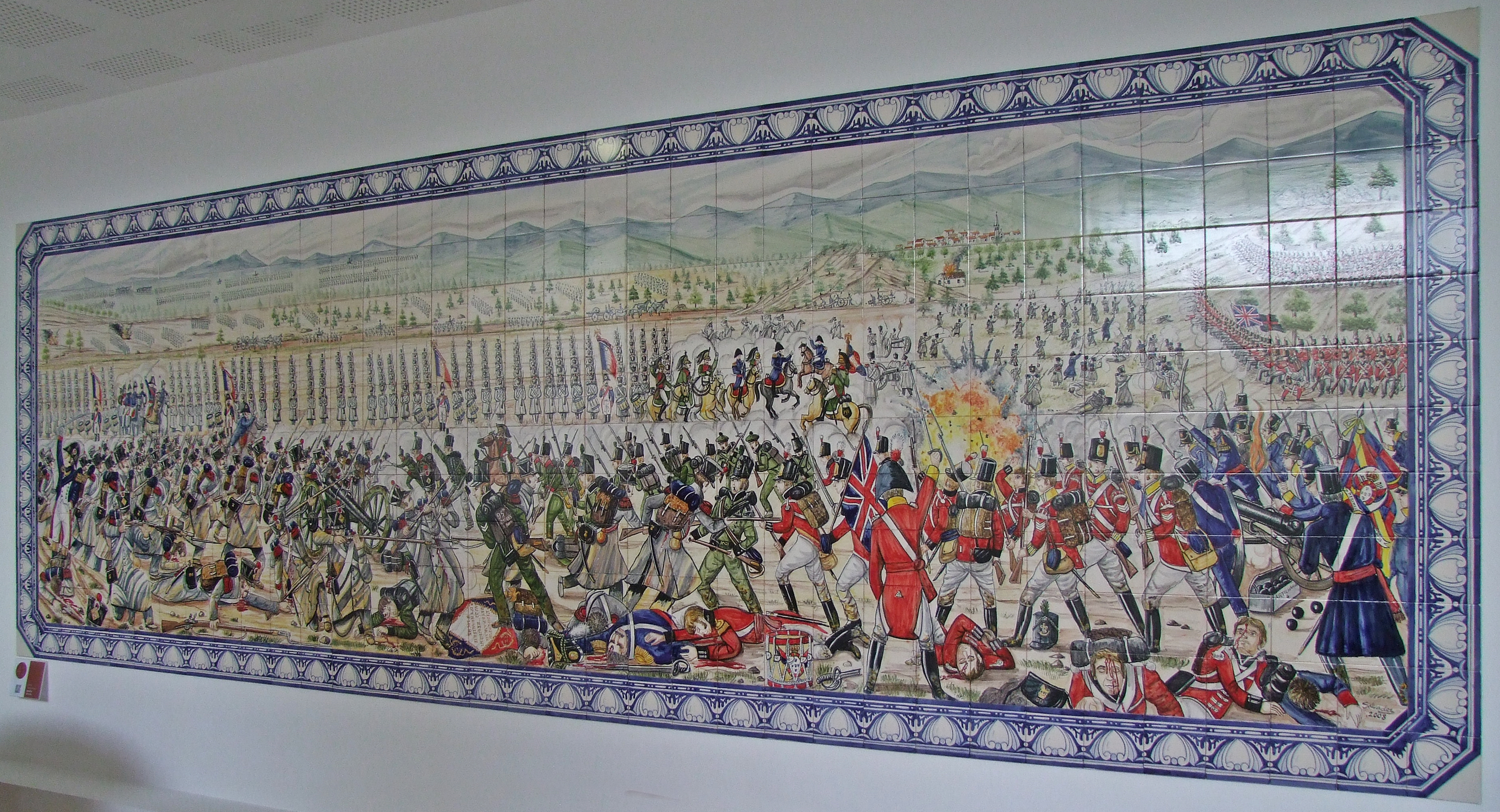
Azulejos che riprendono una scena della battaglia di Vimeiro

Wellesley attese i francesi pazientemente. Questi ultimi, dopo una lunga marcia notturna, si erano fermati brevemente a riposare e a preparare la colazione. La marcia dell'esercito di Junot riprese verso le nove del mattino. I primi a giungere sul campo di battaglia furono gli uomini di un reggimento di cavalleria, seguiti da Loison sulla sinistra e Delaborde sul lato destro della strada, dai granatieri di Kellermann, dalla riserva di artiglieria d infine dalla maggior parte della cavalleria di Margaron. Curiosamente, i francesi non indossavano le caratteristiche divise blu: erano stati forniti loro abiti di lino chiaro per il caldo e la polvere sollevata dalla marcia li aveva poi sporcati. Giunto sul campo di battaglia, Junot effettuò solo una rapida e superficiale ricognizione per comprendere al meglio la posizione inglese: le alte colline dove si trovava la destra di Wellesley gli parvero complicate da prendere, quindi decise di puntare al centro dello schieramento, sulla collina antistante Vimeiro, e sulla sinistra inglese, laddove i rilievi erano più morbidi. Il suo piano era di attaccare direttamente la collina centrale mentre l'ala destra del proprio esercito avrebbe cercato di compiere una manovra a tenaglia.

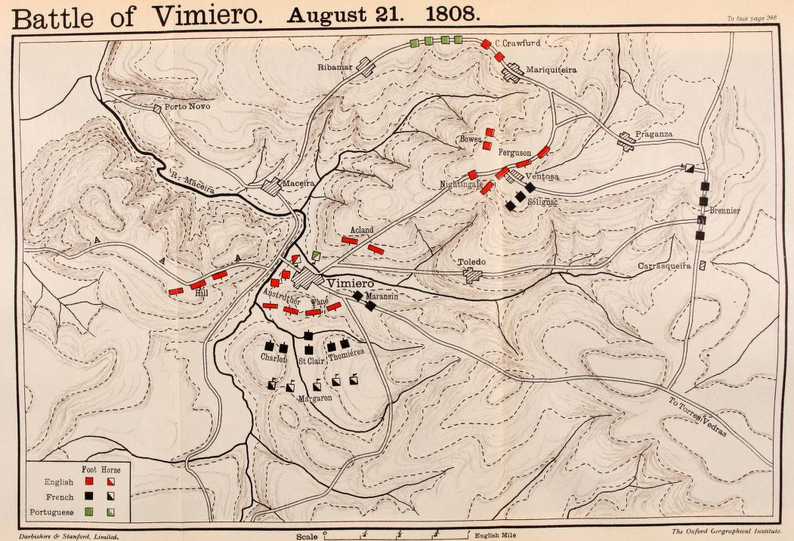
Posizione delle armate a Vimeiro

L'esercito francese si posizionò formando una linea di battaglia la cui estremità meridionale coincideva con il centro degli anglo-portoghesi, ignorando completamente l'ala destra della formazione di Wellesley. La cavalleria invece si mosse ancora verso nord, in direzione di Praganza e Carasquiera, facendo intendere che sarebbe stata tentata una manovra di aggiramento. Intuendo le intenzioni dell'avversario, Wellesley cambiò rapidamente la sua linea di battaglia: Ferguson, da dietro Vimiero, iniziò a marciare verso nord; dietro di lui seguirono tre delle quattro brigate che avevano occupato le colline sopra il mare. Notando il movimento di truppe ma interpretandolo come un segnale di difficoltà degli uomini di Brennier, Junot inviò altri tre battaglioni sotto il comando di Solignac per sostenere gli sforzi della propria ala destra. Junot non si era reso conto che questo posizionamento delle truppe aveva contribuito a creare una disconnessione tra le forze del centro e della sua ala destra, distanti due o tre chilometri. Questo problema si sarebbe in seguito tramutato in una perdita delle comunicazione tra i vari generali.

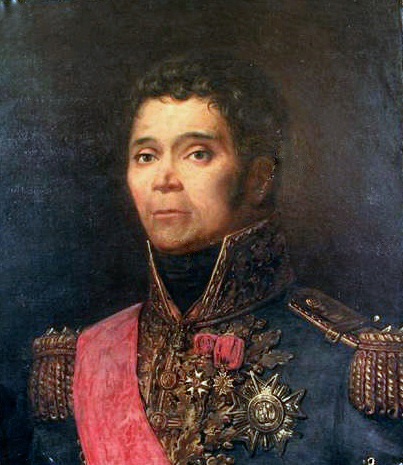
Il generale Etienne François Kellermann, comandante della riserva dei granatieri

Junot iniziò lo scontro facendo avanzare i propri uomini sulla collina al centro: scalarono l'altura facendosi largo tra i vigneti ma giunti in cima vennero caricati dai granatieri inglesi, che riuscirono prima a fermarne l'avanzata e poi a respingerli. Dopo aver inflitto considerevoli danni alle teste delle colonne francesi, una carica delle riserve di Fane riuscì a mandare in rotta le forze francesi, che si radunarono in pianura, lontano dalla portata dei moschetti britannici. Delaborde venne ferito e i 7 cannoni che i francesi avevano portato in avanti durante l'attacco furono tutti catturati.Sconfitti una prima volta ma non ancora demoralizzati, i francesi tentarono nuovamente l'assalto, stavolta supportati anche dai granatieri di Kellermann. L'attacco fallì in maniera ancora più disastrosa: i granatieri concentrarono i loro sforzi in un'area troppo ristretta e furono massacrati dal fuoco incrociato dei battaglioni inglesi e dalla batteria di cannoni sulla collina. Junot tento con le sue ultime riserve un ultimo disperato attacco: personalmente guidati dal generale Kellermann, gli ultimi granatieri rimasti puntarono al varco tra il lato nord della collina e la alture alle sue spalle, sperando di aggirare il fianco degli uomini a protezione del rilievo. Sebbene non furono direttamente contrastati da alcun reparto, i granatieri furono accolti da un fuoco proveniente da due diverse direzioni e subirono gravi perdite. Con la coesione del proprio esercito venuta a mancare, Junot decise di ritirarsi ed inviò un reggimento di dragoni a coprire la propria ritirata. Wellesley decise di mandare la propria cavalleria portoghese ad inseguire i francesi in fuga: riuscirono a superare i dragoni di Junot e ad attaccare direttamente la fanteria in fuga. L'eccesso di foga finì per portarli a confronto con la cavalleria di Margaron, dalla quale riuscirono a sfuggire con qualche perdita in maniera piuttosto fortuita.

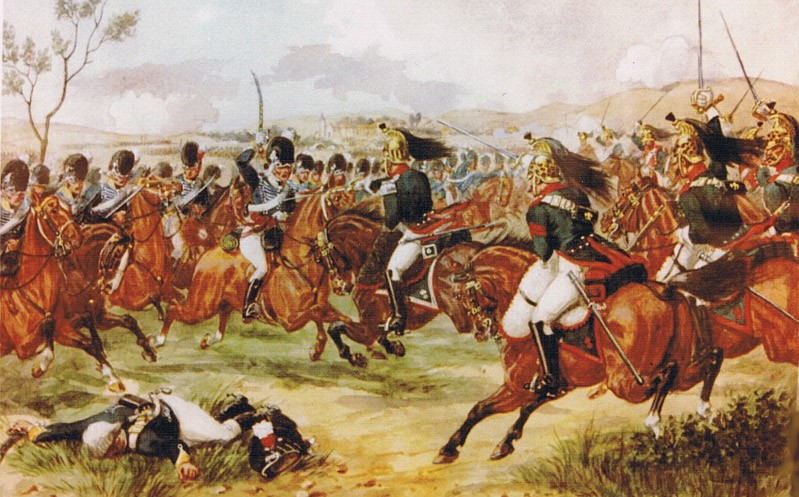
Carica dei dragoni anglo-portoghesi a Vimeiro

La battaglia assunse presto lo stesso andamento anche nell'estrema destra francese. Brennier, che doveva avanzare portando con sé dei cannoni, ritenne impossibile proseguire per la rotta inizialmente indicata e deviò dal percorso originale, allontanandosi così tanto dal campo di battaglia da sfuggire completamente alla vista degli inglesi. Solignac, invece, proseguì per il percorso prestabilito e si imbatté negli inglesi, inizialmente nascosti dietro alle creste delle varie colline. Non sapendo che alle spalle della prima linea vi erano diversi battaglioni lasciati sul posto da Wellesley, Solignac iniziò la scalata dell'altura. Quando i francesi furono quasi arrivati in cima, i quattro battaglioni inglesi si mossero per accogliere le forze imperiali con una poderosa scarica di moschetti. I francesi furono travolti dal fuoco inglese e scossi alla vista delle migliaia di baionette pronte a colpirli. Fuggirono portando con sé Solignac, rimasto gravemente ferito, ed abbandonando tre cannoni, faticosamente trascinati sulla collina. Curiosamente, Brennier aveva quasi completato la propria manovra ed era giunto sulle cime delle colline. Giunto nei pressi del luogo dello scontro, riuscì ad intravedere due battaglioni inglesi impegnati a respingere i rimasugli del corpo di Solignac: senza esitare, lanciò i propri uomini, quattro battaglioni, all'attacco, sorprendendo gli inglesi sotto di lui, circa due reggimenti, e guadagnando un temporaneo vantaggio. Dopo l'iniziale impatto, gli inglesi aprirono un fuoco di sbarramento e riuscirono a disperdere anche i francesi di Brennier. Il comandante rimase ferito e cadde prigioniero; assieme a lui i tre cannoni di Solignac ed i tre della propria divisione caddero in mano inglese mentre i suoi dragono proteggevano a fatica la ritirata delle sue forze.

## Conseguenze

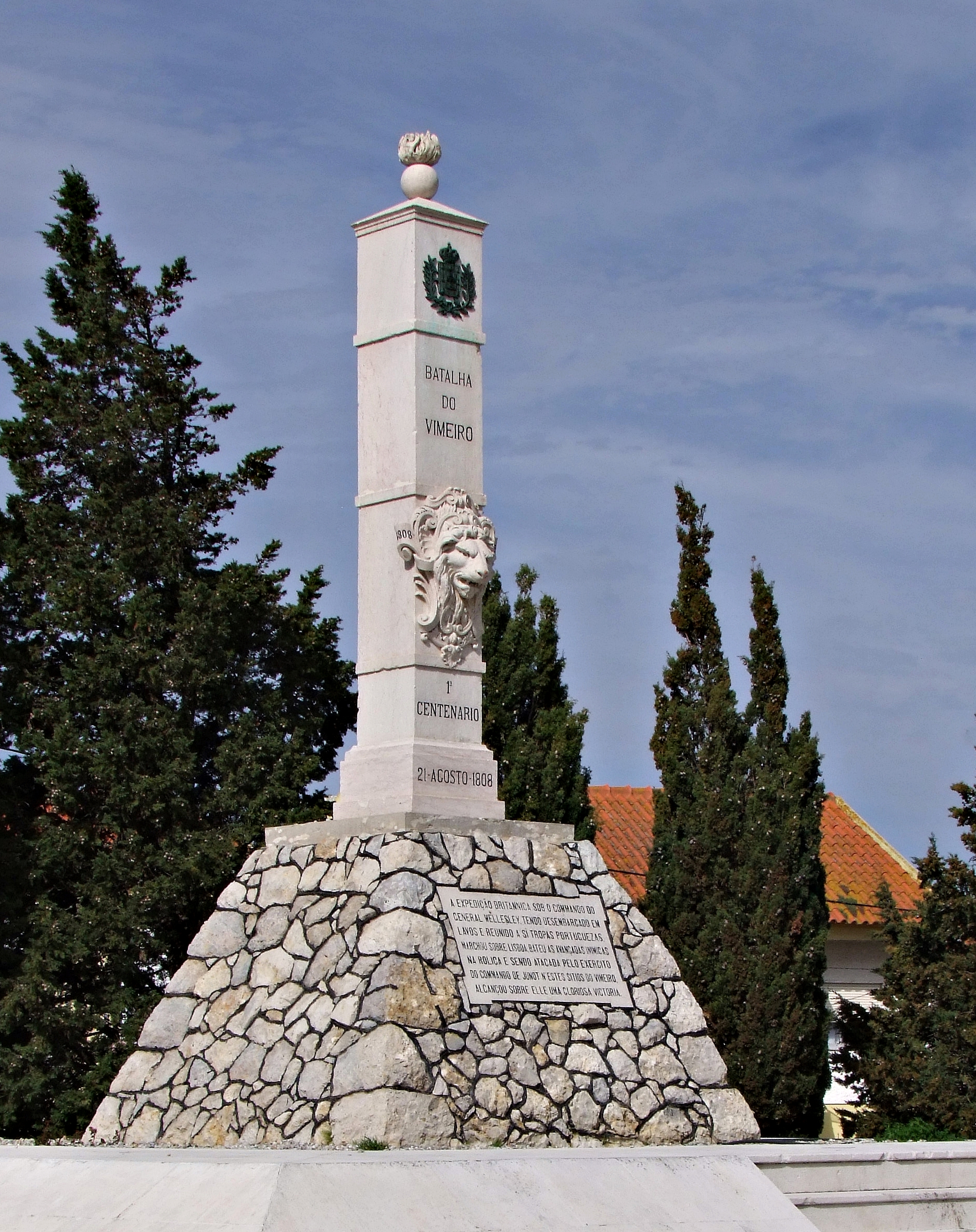
Monumento eretto per il centenario della battaglia

Wellesley intendeva procedere all'inseguimento dei francesi, diretti a Torres Vedras, ma Burrard, che aveva atteso la fine della battaglia per scendere sulla terraferma ed assumere il comando delle operazioni, fermò il proprio sottoposto ed ordinò alle truppe di attendere l'arrivo di Moore. Wellesley rimase molto seccato dalla decisione di Burrard.
Poco dopo la battaglia Junot offrì ai britannici la propria resa incondizionata, inviando Kellermann a trattare. I due anziani generali inglesi accettarono le proposte francesi, anzi, andarono molto oltre: concessero, contro il parere di Wellesley e contro ogni buon senso, la libertà a tutto il corpo di spedizione francese con relativo armamento ed equipaggiamento ed il rimpatrio su vascelli inglesi di ciò che restava del corpo di spedizione francese. Oltre a ciò, venne consentito loro di mantenere il possesso del bottino di guerra, frutto di numerosi saccheggi, raccimolato durante la spedizione. Tale accordo va sotto il nome di convenzione di Sintra. Questa concessione scatenò violente proteste in Inghilterra e i comandanti furono sottoposti a inchiesta: i due anziani generali furono pesantemente accusati, mentre Wellesley ne uscì prosciolto da ogni addebito.
Junot vide negata la promozione a maresciallo, considerando l'evidente fallimento dell'impresa, ma venne comunque rivestito del titolo di Duca di Abrantés.

## Curiosità
Alla battaglia di Vimeiro risale uno dei primi casi documentati di utilizzo in battaglia dei proiettili shrapnel, inventati dall'omonimo militare britannico nel 1784. Pare che Wellesley stesso all'interno di un rapporto tessé le lodi di questo nuovo tipo di cartuccia, il cui effetto sul campo di battaglia fu devastante.